# Regimentul 12 Infanterie (1916-1918)
Regimentul 12 Infanterie a fost o unitate de nivel tactic care s-a constituit la 14/27 august 1916, prin mobilizarea unităților și subunităților existente la pace aparținând de Regimentul Cantemir No. 12. Regimentul a făcut parte din organica Brigăzii 12 Infanterie, fiind dislocat la pace în garnizoana Bârlad. La intrarea în război, Regimentul 12 Infanterie a fost comandat de locotenent-colonelul Dumitru Harahaș. Regimentul 12 Infanterie a participat la acțiunile militare pe frontul românesc, pe toată perioada războiului, între 14/27 august 1916 - 28 ocotmbrie/11 noiembrie 1918.